# 馬洪港 (特拉華州)
馬洪港（英語：Port Mahon）是位於美國特拉華州肯特縣的一個非建制地區。該地的面積和人口皆未知。

## 地理
馬洪港的座標為39°11′07″N 75°24′04″W / 39.18528°N 75.40111°W，而該地的平均海拔高度為0米（即0英尺）。